# Mirko Reichel
Mirko Reichel (* 2. Dezember 1970 in Stollberg/Erzgeb.) ist ein ehemaliger deutscher Fußballspieler und Trainer.

## Spielerkarriere
Mirko Reichel stammt aus dem Nachwuchsbereich der TSG Stollberg. Ab 1986 wechselte er zur BSG Wismut Aue, für die Reichel sämtliche Nachwuchsmannschaften durchlief, und 1989/90 noch fünf Spiele in der DDR-Oberliga bestritt. Reichel, der eine Lehre im Bergbau unter Tage abschloss, stieg 1990 mit den Erzgebirgern gleich in seiner ersten Profisaison in die DDR-Liga ab, blieb den Veilchen aber bis 1992 treu.
1992 wurde Reichel zur Bundeswehr nach Pfreimd eingezogen, in dieser Zeit schloss er sich der SpVgg Weiden in der Bayernliga an. Anschließend kehrte er für eine Spielzeit nach Aue zurück, heuerte ab 1994 für drei Jahre bei Zweitligist SV Waldhof Mannheim an, wo er sich als Stammspieler etablieren konnte. Folge war ein Wechsel in die Bundesliga zum VfL Bochum. Unter Trainer Klaus Toppmöller kam der Sachse nur sporadisch zum Einsatz, nach nur einer Erstligasaison wechselt er zur SpVgg Greuther Fürth in die zweite Liga zurück. Am Ronhof war Reichel über viele Jahre fester Bestandteil im Verein, eine Rückkehr in die Bundesliga gelang ihm nach mehreren vergeblichen Anläufen nicht mehr. Von 2005 bis 2007 ließ er seine Karriere in der zweiten Mannschaft von Greuther Fürth ausklingen, wo er gleichzeitig als Co-Trainer fungierte.

## Trainerkarriere
Im Anschluss trainierte Mirko Reichel für die Saison 2007/08 die U17-Mannschaft von Greuther Fürth. Von Januar bis April 2008 agierte er neben Roland Seitz als Co-Trainer beim FC Erzgebirge Aue. Seit der Saison 2008/09 war er die folgenden fünf Jahre wieder Co-Trainer bei der SpVgg Greuther Fürth, zunächst an der Seite von Benno Möhlmann, später neben Mike Büskens. An der Seite von Mike Büskens gelang ihm mit den Fürthern 2012 der Aufstieg in die Fußball-Bundesliga. Am 20. Februar 2013 wurde Reichel gemeinsam mit Büskens beurlaubt. Zu diesem Zeitpunkt stand der Aufsteiger nach 22 Spielen mit 12 Punkten auf dem letzten Tabellenplatz.
Zum 29. April 2013 wurde er als Co-Trainer von Falko Götz beim FC Erzgebirge Aue ernannt. Nach dem geglückten Klassenerhalt im Juni 2013 bat er den Verein um die Vertragsauflösung, um sich eine Auszeit zu nehmen.
Zu Beginn der Saison 2014/15 übernahm Reichel das Traineramt bei der U23 von Greuther Fürth. Nachdem Frank Kramer am 23. Februar 2015 als Trainer entlassen und Mike Büskens erneut engagiert wurde, kehrte auch Mirko Reichel als Co-Trainer zurück auf die Bank der Profimannschaft. Zur Saison 2015/16 übernahm er die sportliche Leitung der Nachwuchsleistungszentrums in Fürth sowie den Trainerposten der U17. Nachdem er die Arbeit bei Greuther Fürth im Sommer 2022 beendet hatte, begann Reichel im September 2022 eine Tätigkeit als Berater für den Scoutingbereich beim FC Erzgebirge Aue.

## Statistik
- DDR-Oberliga: 5 Spiele (kein Tor)
- DDR-Liga: 21 Spiele (4 Tore)
- Bayernliga: 82 Spiele (13 Tore)
- NOFV-Oberliga: 56 Spiele (19 Tore)
- 2. Bundesliga: 278 Spiele (42 Tore)
- Bundesliga: 9 Spiele (kein Tor)
- UEFA-Cup: 4 Spiele